# Premio PEN Pinter
Il Premio PEN Pinter (PEN Pinter Prize) e il Premio scrittore internazionale del coraggio (Pinter International Writer of Courage Award) sono riconoscimenti assegnati a scrittori britannici residenti in Gran Bretagna, Irlanda o nel Commonwealth.
Il Premio PEN Pinter è stato istituito nel 2009 dall'English PEN in memoria di Harold Pinter per onorare uno scrittore d'eccezionale merito letterario che (riprendendo le parole del drammaturgo nel suo discorso d'accettazione del Premio Nobel per la letteratura) "...getta uno sguardo incrollabile sul mondo e mostra una feroce determinazione intellettuale ... per definire la vera verità delle nostre vite e delle nostre società".
Il Premio scrittore internazionale del coraggio è invece assegnato a scrittori e attivisti perseguitati per aver parlato delle proprie convinzioni e difeso i propri ideali.

## Albo d'oro
2009
- Premio PEN Pinter: Tony Harrison
- Premio scrittore internazionale del coraggio: Zarganar

2010
- Premio PEN Pinter: Hanif Kureishi
- Premio scrittore internazionale del coraggio: Lydia Cacho

2011
- Premio PEN Pinter: David Hare
- Premio scrittore internazionale del coraggio: Roberto Saviano[4]

2012
- Premio PEN Pinter: Carol Ann Duffy[5]
- Premio scrittore internazionale del coraggio: Samar Yazbek

2013
- Premio PEN Pinter: Tom Stoppard
- Premio scrittore internazionale del coraggio: Iryna Khalip[6]

2014
- Premio PEN Pinter: Salman Rushdie
- Premio scrittore internazionale del coraggio: Mazen Darwish

2015
- Premio PEN Pinter: James Fento
- Premio scrittore internazionale del coraggio: Raif Badawi

2016
- Premio PEN Pinter: Margaret Atwood
- Premio scrittore internazionale del coraggio: Ahmedur Rashid Chowdhury

2017
- Premio PEN Pinter: Michael Longley
- Premio scrittore internazionale del coraggio: Mahvash Sabet

2018
- Premio PEN Pinter: Chimamanda Ngozi Adichie
- Premio scrittore internazionale del coraggio: Waleed Abulkhair

2019
- Premio PEN Pinter: Lemn Sissay
- Premio scrittore internazionale del coraggio: Befeqadu Hailu

2020
- Premio PEN Pinter: Linton Kwesi Johnson
- Premio scrittore internazionale del coraggio: Amanuel Asrat

2021
- Premio PEN Pinter: Tsitsi Dangarembga[7]
- Premio scrittore internazionale del coraggio: Kakwenza Rukirabashaija[8]

2022
- Premio PEN Pinter: Malorie Blackman[9]
- Premio scrittore internazionale del coraggio: Abduljalil al-Singace[10]

2023
- Premio PEN Pinter: Michael Rosen[11]
- Premio scrittore internazionale del coraggio: Rahile Dawut[12]

2024
- Premio PEN Pinter: Arundhati Roy[13]
- Premio scrittore internazionale del coraggio: Alaa Abd el-Fattah[14]

2025
- Premio PEN Pinter: Leila Aboulela[15]
- Premio scrittore internazionale del coraggio: